# Teorema di Euclide-Eulero
In matematica, il teorema di Euclide–Eulero è un teorema che mette in relazione i numeri perfetti ai primi di Mersenne. Il teorema afferma che ogni numero perfetto pari è della forma {\displaystyle 2^{n-1}(2^{n}-1)}, dove {\displaystyle 2^{n}-1} è un numero primo, detto anche primo di Mersenne.
Si congettura che esistano infiniti primi di Mersenne. Sebbene la validità della congettura rimanga ignota, è equivalente, per il teorema di Euclide-Eulero, ad affermare l'esistenza di infiniti numeri perfetti pari. Tuttavia non si è nemmeno a conoscenza se esista un numero perfetto dispari.

## Enunciato
Un numero perfetto è un numero naturale che è uguale alla somma dei suoi divisori propri, cioè escluso se stesso.
Un primo di Mersenne è un numero primo della forma {\displaystyle M_{p}=2^{p}-1}, dove {\displaystyle p} deve essere anch'esso primo.
Il teorema di Euclide-Eulero afferma che un numero pari è perfetto se e solo se è della forma {\displaystyle 2^{p-1}M_{p}}, dove {\displaystyle M_{p}} è un primo di Mersenne.

## Storia
Euclide dimostrò che {\displaystyle 2^{p-1}(2^{p}-1)} è numero perfetto pari ogni volta che {\displaystyle 2^{p}-1} è primo (Euclide, Prop. IX.36). Questo è il risultato finale della teoria dei numeri nei suoi Elementi, al contrario dei successivi libri in cui Euclide tratta i numeri irrazionali, la geometria solida e il rapporto aureo. Euclide espresse il suo risultato affermando che se una serie geometrica finita con valore iniziale 1 e ragione 2 ha come somma un numero primo {\displaystyle P}, allora {\displaystyle P} moltiplicato per l'ultimo termine {\displaystyle T} della serie è un numero perfetto. In altre parole, la somma {\displaystyle P} della serie finita è il numero primo di Mersenne {\displaystyle 2^{p}-1}, mentre l'ultimo termine {\displaystyle T} è la potenza {\displaystyle 2^{p-1}}. Euclide dimostrò che {\displaystyle PT} è perfetto osservando che la serie geometrica con ragione 2 e inizio in P, con lo stesso numero di termini, è proporzionale alla prima somma; pertanto, dato che la serie originale ha somma {\displaystyle P=2T-1}, la seconda serie vale {\displaystyle P(2T-1)=2PT-P} e quindi la loro somma è uguale a {\displaystyle 2PT}, il doppio dell'ipotetico numero perfetto. Tuttavia, le due serie sono disgiunte una dall'altra e, per la primalità di {\displaystyle P}, esauriscono tutti i divisori di {\displaystyle PT}. Perciò i divisori di {\displaystyle PT} hanno somma uguale a {\displaystyle 2PT}, che è la definizione di numero perfetto.
Oltre un millennio dopo Euclide, Alhazen (c. 1000 DC) congetturò che ogni numero perfetto pari è della forma {\displaystyle 2^{p-1}(2^{p}-1)} con {\displaystyle 2^{p}-1} primo, ma non fu mai in grado di dimostrarlo.
Solo nel XVIII secolo, Eulero riuscì a dimostrare che la formula {\displaystyle 2^{p-1}(2^{p}-1)} produce tutti i numeri perfetti pari. In altre parole, esiste una relazione biunivoca tra i numeri perfetti pari e i primi di Mersenne.

## Dimostrazione
La dimostrazione di Eulero è corta e dipende dal fatto che la funzione sigma è una funzione moltiplicativa, cioè se {\displaystyle a} e {\displaystyle b} sono due interi relativamente primi, allora {\displaystyle \sigma (ab)=\sigma (a)\sigma (b)}. Per fare questo, la somma dei divisori di un numero deve includere anche il numero stesso, non solo i divisori propri. Un numero {\displaystyle n} è perfetto se e solo se {\displaystyle \sigma (n)=2n}.
Una direzione del teorema (la parte già dimostrata da Euclide) segue immediatamente dalla proprietà moltiplicativa: ogni primo di Mersenne dà origine a un numero perfetto pari. Quando {\displaystyle 2^{p}-1} è primo, {\displaystyle \sigma (2^{p-1}(2^{p}-1))=\sigma (2^{p-1})\sigma (2^{p}-1)}. La somma dei divisori di {\displaystyle 2^{p-1}} è uguale a {\displaystyle 2^{p}-1}, mentre la primalità di {\displaystyle 2^{p}-1} implica che {\displaystyle \sigma (2^{p}-1)=2^{p}}, dato che i suoi unici divisori sono 1 e se stesso. Sostituendo quanto trovato, si ricava che
{\displaystyle \sigma (2^{p-1})\sigma (2^{p}-1)=(2^{p}-1)2^{p}=2(2^{p-1}(2^{p}-1)).}
Pertanto, {\displaystyle 2^{p-1}(2^{p}-1)} è un numero perfetto.
Per l'altra implicazione del teorema, sia {\displaystyle n} un numero perfetto pari, parzialmente fattorizzato come {\displaystyle 2^{k}x}, con {\displaystyle x} dispari. Se {\displaystyle n} è perfetto, si deve avere che
{\displaystyle 2^{k+1}x=\sigma (2^{k}x)=(2^{k+1}-1)\sigma (x).}
Il numero {\displaystyle 2^{k+1}-1} è almeno 3 e deve dividere o eguagliare {\displaystyle x}, l'unico fattore dispari al membro sinistro, quindi {\displaystyle y=x/(2^{k+1}-1)} è un divisore proprio di {\displaystyle x}. Dividendo entrambi i membri dell'equazione per il fattore comune {\displaystyle 2^{k+1}-1} si ottiene
{\displaystyle 2^{k+1}y=\sigma (x)=x+y+{\text{altri divisori}}=2^{k+1}y+{\text{altri divisori}}.}
Per fare in modo che l'uguaglianza sia verificata, non ci devono essere altri divisori. Di conseguenza, {\displaystyle y} deve essere 1, e {\displaystyle x} deve essere un primo della forma {\displaystyle 2^{k+1}-1}.